# Absorção (fisiologia)
A absorção é a passagem das substâncias dos compartimentos corporais para o sangue, através de membranas.
Vários nutrientes chegam à célula, como por exemplo a glicose, que participa da respiração celular, importante para liberar a energia.

## Fatores que influênciam a velocidade de absorção
- tamanho e forma molecular da substância.
- superfície de absorção
- diferença entre gradiente de concentração